# Họ Ô liu
Họ Ô liu hay họ Nhài (danh pháp khoa học: Oleaceae), là một họ thực vật có hoa gồm có 24-26 chi hiện còn sinh tồn (1 chi đã tuyệt chủng). Thành phần họ này gồm một số cây mọc theo dạng cây bụi, cây thân gỗ và dây leo.

## Đồng nghĩa
Các danh pháp đồng nghĩa là:
- Bolivariaceae Griseb.
- Forstiereae (Forstieraceae) Endl.
- Fraxineae (Fraxinaceae) Gray
- Iasmineae (Iasminaceae) Link
- Jasmineae (Jasminaceae) Juss.
- Lilacaceae Vent.
- Nyctantheae (Nyctanthaceae) J. Agardh
- Syringaceae Horan.

## Miêu tả

### Lá
Họ này có đặc trưng là các lá mọc đối, chúng có thể là đơn hay lá kép (hoặc là lông chim hoặc là chụm ba), không có lá kèm. Các kiểu sắp xếp so le hay vòng xoắn ít gặp, với một vài loài trong chi Jasminum có kiểu sắp xếp lá xoắn ốc. Phiến lá có gân lông chim và có thể có mép lá với khía răng cưa hay nguyên. Domatia có ở một vài đơn vị phân loại nhất định. Lá hoặc là sớm rụng hoặc là thường xanh, với các loài thường xanh chủ yếu trong khu vực nhiệt đới và ôn đới ấm còn các loài có lá sớm rụng chủ yếu trong các khu vực lạnh hơn.

### Hoa
Hoa chủ yếu là lưỡng tính và có cấu trúc đối xứng tỏa tia, mọc thành chùy hoa hay chùm hoa, thường có hương thơm. Đài hoa (có thể có hay có thể không) và tràng hoa có lá đài hợp và 4 thùy. Bộ nhị có 2 nhị chèn vào khu vực đính quanh bầu và so le với các thùy. Đầu nhụy dạng hai thùy.
Bộ nhụy bao gồm một nhụy phức với 2 lá noãn. Bầu nhụy thượng với 2 ngăn, mỗi ngăn chứa 2 noãn. Đôi khi đế của bầu nhụy được bao quanh bằng một đĩa mật. Các loài trong họ chủ yếu là lưỡng tính nhưng đôi khi là đa tạp với cả hoa đực, hoa cái và hoa lưỡng tính trên cùng một cây.

### Quả
Quả có thể là dạng quả mọng, quả hạch, quả nang hay quả cánh.

## Sử dụng
Nhiều thành viên trong họ có tầm quan trọng kinh tế đáng kể. Ô liu (Olea europaea) có tầm quan trọng để thu hoạch quả cũng như dầu thực vật chiết ra từ nó, các loài tần bì (Fraxinus spp.) có giá trị vì có gỗ cứng và dai, còn liên kiều (Forsythia spp.), tử đinh hương, nhài, mộc tê, thủy lạp (Ligustrum spp.) và lưu tô (Chionanthus spp.) là những loại cây cảnh có giá trị trong nghề làm vườn và tạo cảnh quan.

## Phân loại và các chi
Họ này đôi khi được phân chia thành các tông như Fontanesieae, Forsythieae, Jasmineae, Myxopyreae, Oleeae.
Phân loại họ này như sau:
- Tông Fontanesieae L. Johnson: 1 chi, 2 loài tại Sicilia, Tây Á, Trung Quốc.
  - Fontanesia (bao gồm cả Desfontainesia, Fontainesia) - Tuyết liễu
- Tông Forsythieae L. Johnson: 2 chi, 8 loài tại Đông Á, đông nam châu Âu.
  - Forsythia (bao gồm cả Rangium) - Đầu xuân, liên kiều
  - Abeliophyllum
- Tông Myxopyreae Boerlage: 3 chi, 7 loài tại khu vực Ấn Độ- Malesia.
  - Dimetra
  - Myxopyrum (bao gồm cả Chondrospermum, Myospyrum) - Nhương lê, giao hạch
  - Nyctanthes - Dạ hoa, đa cua, lài tàu
- Tông Jasmineae Lamarck & Candolle: 1 (khi gộp cả Menodora) - 2 chi, 225-450 loài tại khu vực nhiệt đới tới ôn đới ấm thuộc Cựu thế giới, vài loài tại châu Mỹ.
  - Jasminum (bao gồm cả Jacksonia, Jasminium, Mogorium, Noldeanthus) - Nhài
  - Menodora (bao gồm cả Bolivaria, Calyptrospermum, Menodoropsis). Có thể gộp trong chi Jasminum.
- Tông Oleeae Dumortier: 17 chi, 415 loài tại khu vực nhiệt đới và cận nhiệt đới, bao gồm cả New Zealand và Hawaii.
  - Chionanthus (bao gồm cả Bonamica, Campanolea, Ceranthus, Cylindria, Dekindtia, Freyeria, Linociera, Majepea, Mayepea, Minutia, Thuinia) - Lưu tô, tráng
  - Comoranthus
  - Forestiera (bao gồm cả Adelia, Bigelovia, Borya, Carpoxis, Geisarina, Nudilus) - Thủy lạp đầm lầy
  - Fraxinus (bao gồm cả Apilia, Aplilia, Calycomelia, Fraxinoides, Leptalix, Mannaphorus, Meliopsis, Ornanthes, Ornus, Petlomelia, Samarpsea) - Tần bì, sầm, tu chanh, bạch lạp
  - Haenianthus
  - †Hesperelaea
  - Ligustrum (bao gồm cả Esquirolia, Faulia, Ligustridium, Parasyringa, Phlyarodoxa, Visiania) - Thủy lạp, nữ trinh, râm, giam, lệch.
  - Nestegis (bao gồm cả Gymelaea)
  - Noronhia (bao gồm cả Binia, Noronhaea).
  - Notelaea (bao gồm cả Notelea, Postuera, Rhysospermum).
  - Olea (bao gồm cả Enaimon, Leuranthus, Pachyderma, Picricarya, Pogenda, Steganthus, Stereoderma, Tetrapilus) - Ô liu.
  - Osmanthus (bao gồm cả Amarolea, Cartrema, Pausia, Siphonosmanthus) - Mộc tê
  - Phillyrea (bao gồm cả Phillyraea, Philyrea, Phyllirea).
  - Picconia (bao gồm cả Henslowia).
  - Priogymnanthus
  - Schrebera (bao gồm cả Nathusia): Sơn biên, quả gỗ, syn biển.
  - Syringa (bao gồm cả Busbeckia, Ligustrina, Lilac, Lilaca, Liliacum) - Tử đinh hương, đinh hương v.v.
  - Tessarandra. Có thể gộp trong chi Chionanthus.
  - Lai ghép ×Osmarea = Osmanthus × Phillyrea

## Phát sinh chủng loài
Wallander và Albert (2000) đề xuất các mối quan hệ phát sinh chủng loài trong phạm vi họ này; với các tông nói trên đều có độ hỗ trợ mạnh, trong đó Myxopyreae, Fontanesieae, Forsythieae và nhánh chứa Jasmineae + Oleeae tạo thành một tứ phân. Tuy nhiên, Lee và ctv. (2007) lại phát hiện thấy Myxopyreae có quan hệ chị-em với phần còn lại của họ (100% độ hỗ trợ tự trợ), với Fontanesieae, Forsythieae và nhánh chứa Jasmineae + Oleeae tạo thành một tam phân; họ nhấn mạnh kiểu phức tạp của các đảo ngược lục lạp trong họ Jasminieae. Franzyk và ctv. (2001) lưu ý rằng Myxopyrum và Nyctanthes (cả hai đều nằm trong Myxopyreae) có các iridoid tương tự. Besnard và ctv. (2009a) xem xét mối quan hệ ở một số chi trong Oleeae và nhận thấy Olea là đa ngành.
Cây phát sinh chủng loài dưới đây lấy theo Lee và ctv. (2007).
|  | Fontanesieae                                         |
|  |                                                      |
|  | Forsythieae                                          |
|  |                                                      |
|  | \| \| Jasmineae \| \| \| \| \| \| Oleeae \| \| \| \| |
|  |                                                      |
|  | Jasmineae                                            |
|  |                                                      |
|  | Oleeae                                               |
|  |                                                      |

|  | Jasmineae |
|  |           |
|  | Oleeae    |
|  |           |

|  | Fontanesieae                                         |
|  |                                                      |
|  | Forsythieae                                          |
|  |                                                      |
|  | \| \| Jasmineae \| \| \| \| \| \| Oleeae \| \| \| \| |
|  |                                                      |
|  | Jasmineae                                            |
|  |                                                      |
|  | Oleeae                                               |
|  |                                                      |

|  | Jasmineae |
|  |           |
|  | Oleeae    |
|  |           |